# 克利夫蘭 (紐約州)
克利夫蘭（英語：Cleveland）是位於美國紐約州奧斯威戈縣的村。

## 人口
根據2020年美國人口普查的數據，克利夫蘭的面積為3.17平方千米，當中陸地面積為2.93平方千米，而水域面積為0.24平方千米。當地共有人口732人，而人口密度為每平方千米231人。